# Vallejo de Manzanedo
Vallejo de Manzanedo es una localidad del municipio burgalés de Valle de Manzanedo, en la Comunidad Autónoma de Castilla y León (España).
La iglesia está dedicada a santa Leocadia.

## Localidades limítrofes
Confina con las siguientes localidades:
- Al norte con San Miguel de Cornezuelo.
- Al noreste con Cidad de Ebro.
- Al sureste con Tudanca.
- Al sur con Barrio la Cuesta.
- Al suroeste con Aylanes.
- Al noroeste con Arreba.

## Demografía
Evolución de la población
| Gráfica de evolución demográfica de Vallejo de Manzanedo entre 2000 y 2017 |
|                                                                            |
| Población de derecho (2000-2017) según el padrón municipal del INE         |

## Historia
Así se describe a Vallejo de Manzanedo (Vallejo de Arreba) en el tomo XV del Diccionario geográfico-estadístico-histórico de España y sus posesiones de Ultramar, obra impulsada por Pascual Madoz a mediados del siglo XIX:

Lugar en la provincia, audiencia territorial, capitanía general y diócesis de Burgos (12 leguas), partido judicial de Sedano (5), ayuntamiento de Hoz de Arreba (2); Situado en medio de una cuesta que le domina por el S; goza de buena ventilación, y clima frío, pero sano; las enfermedades comunes son fiebres intermitentes. Tiene 12 casas, y una iglesia parroquial (Santa Leocadia) servida por un cura de ingreso. El término confina N San Miguel; E Tudanca; S Barrio la Cuesta, y O Arreba. El terreno es de mediana calidad; le cruza el río Ebro; sus aguas no se aprovechan para el riego; el monte está poblado de encinas. Los caminos son locales. El correo se recibe de Villarcayo. Producciones: cereales, legumbres y patatas; cría ganado lanar, caza de perdices y pesca de barbos, truchas y anguilas. Población: 10 vecinos, 34 almas. Capital productivo: 123.400 reales. Imponible: 12.513.
Diccionario geográfico-estadístico-histórico de España y sus posesiones de Ultramar